# Воскобоєва Галина Олегівна
Галина Воскобоєва (рос. Галина Олеговна Воскобоева; нар. 18 грудня 1984) — колишня казахська тенісистка російського походження. Найвища позиція в парному рейтингу — 26, досягнута 20 серпня 2012.

## Важливі фінали

### Фінали Premier Mandatory/Premier 5

#### Парний розряд: 1 (1 поразка)
| Результат | Рік  | Турнір       | Покриття | Партнер        | Опоненти                       | Рахунок            |
| --------- | ---- | ------------ | -------- | -------------- | ------------------------------ | ------------------ |
| Поразка   | 2006 | Кубок Кремля | Килим    | Івета Бенешова | Франческа Ск'явоне Квета Пешке | 4–6, 7–6(7-4), 1–6 |

## Фінали турнірів WTA

### Одиночний розряд: 1 (1 поразка)
| Перемога – Легенда                           |
| -------------------------------------------- |
| Турніри Великого шолома (0–0)                |
| Турніри WTA Tour (0–0)                       |
| Tier I / Premier Mandatory & Premier 5 (0–0) |
| Tier II / Premier (0–0)                      |
| Tier III, IV & V / International (0–1)       |

| Титули за покриттям |
| ------------------- |
| Тверде (0–1)        |
| Трава (0–0)         |
| Ґрунт (0–0)         |
| Килим (0–0)         |

| Результат | Ранг | Дата            | Турнір                                                        | Покриття | Опонент                    | Рахунок            |
| --------- | ---- | --------------- | ------------------------------------------------------------- | -------- | -------------------------- | ------------------ |
| Поразка   | 1.   | 23 вересня 2011 | Hansol Korea Open Tennis Championships, Seoul, Південна Корея | Тверде   | Марія Хосе Мартінес Санчес | 6–7(0–7), 6–7(2–7) |

### Парний розряд: 16 (5 титули, 11 поразки)
| Перемога – Легенда                           |
| -------------------------------------------- |
| Турніри Великого шолома (0–0)                |
| Турніри WTA Tour (0–0)                       |
| Tier I / Premier Mandatory & Premier 5 (0–1) |
| Tier II / Premier (1–2)                      |
| Tier III, IV & V / International (4–8)       |

| Титули за покриттям |
| ------------------- |
| Тверде (3–8)        |
| Трава (0–0)         |
| Ґрунт (2–2)         |
| Килим (0–1)         |

| Результат | Ранг | Дата            | Турнір                                                        | Покриття   | Партнер                      | Опоненти                                     | Рахунок           |
| --------- | ---- | --------------- | ------------------------------------------------------------- | ---------- | ---------------------------- | -------------------------------------------- | ----------------- |
| Поразка   | 1.   | 3 жовтня 2005   | Tashkent Open, Tashkent, Узбекистан                           | Тверде     | Родіонова Анастасія Іванівна | Марія Елена Камерін Емілі Луа                | 3–6, 0–6          |
| Поразка   | 2.   | 15 жовтня 2006  | Кубок Кремля, Moscow, Росія                                   | Килим      | Івета Бенешова               | Франческа Ск'явоне Квета Пешке               | 4–6, 7–6, 1–6     |
| Поразка   | 3.   | 6 січня 2007    | Brisbane International, Gold Coast, Австралія                 | Тверде     | Івета Бенешова               | Сафіна Дінара Мубінівна Катарина Среботнік   | 3–6, 4–6          |
| Перемога  | 1.   | 6 березня 2011  | BMW Malaysian Open, Kuala Lumpur, Малайзія                    | Тверде     | Сафіна Дінара Мубінівна      | Ноппаван Летчівакарн Jessica Moore           | 7–5, 2–6, [10–5]  |
| Перемога  | 2.   | 30 квітня 2011  | Estoril Open, Estoril, Португалія                             | Ґрунт      | Клейбанова Аліса Михайлівна  | Міхаелла Крайчек Елені Даніліду              | 6–4, 6–2          |
| Перемога  | 3.   | 21 травня 2011  | Brussels Open, Brussels, Бельгія                              | Ґрунт      | Андреа Сестіні Главачкова    | Клаудія Янс Аліція Росольська                | 3–6, 6–0, [10–5]  |
| Поразка   | 4.   | 23 липня 2011   | Baku Cup, Baku, Азербайджан                                   | Тверде     | Моніка Нікулеску             | Марія Коритцева Тетяна Пучек                 | 3–6, 6–2, [8–10]  |
| Поразка   | 5.   | 25 вересня 2011 | Hansol Korea Open Tennis Championships, Seoul, Південна Корея | Тверде     | Віра Душевіна                | Наталі Грандін Владіміра Угліржова           | 6–7(5–7), 4–6     |
| Поразка   | 6.   | 22 жовтня 2011  | Кубок Кремля, Moscow, Росія                                   | Тверде (i) | Родіонова Анастасія Іванівна | Ваня Кінг Ярослава Шведова                   | 6–7(3–7), 3–6     |
| Поразка   | 7.   | 5 травня 2012   | Estoril Open, Estoril, Португалія                             | Ґрунт      | Ярослава Шведова             | Чжуан Цзяжун Чжан Шуай                       | 6–4, 1–6, [9–11]  |
| Перемога  | 4.   | 23 лютого 2013  | U.S. National Indoor Tennis Championships, Memphis, США       | Тверде (i) | Крістіна Младенович          | Софія Арвідссон Юганна Ларссон               | 7–6(7–5), 6–3     |
| Поразка   | 8.   | 21 вересня 2013 | Guangzhou International Women's Open, Guangzhou, КНР          | Тверде     | Ваня Кінг                    | Сє Шувей Пен Шуай                            | 3-6, 6-4, [10-12] |
| Поразка   | 9.   | 4 січня 2014    | Brisbane International, Brisbane, Австралія                   | Тверде     | Крістіна Младенович          | Алла Кудрявцева Родіонова Анастасія Іванівна | 3-6, 1-6          |
| Перемога  | 5.   | 2 березня 2014  | Abierto Mexicano TELCEL, Acapulco, Мексика                    | Тверде     | Крістіна Младенович          | Петра Цетковська Івета Бенешова              | 6–3, 2–6, [10–5]  |
| Поразка   | 10.  | 26 лютого 2017  | Hungarian Ladies Open, Budapest, Угорщина                     | Тверде (i) | Арина Родіонова              | Сє Шувей Калашникова Оксана В\'ячеславівна   | 3–6, 6–4, [4–10]  |
| Поразка   | 11.  | 29 липня 2018   | Moscow River Cup, Moscow, Росія                               | Ґрунт      | Олександра Панова            | Анастасія Потапова Віра Звонарьова           | 0–6, 3–6          |

## Фінали ITF

### Одиночний розряд: 8 (3–5)
| Легенда          |
| ---------------- |
| Турніри $100,000 |
| Турніри $75,000  |
| Турніри $50,000  |
| Турніри $25,000  |
| Турніри $15,000  |
| Турніри $10,000  |

| Результат | Ранг | Дата              | Турнір                 | Покриття   | Опонент                       | Рахунок            |
| --------- | ---- | ----------------- | ---------------------- | ---------- | ----------------------------- | ------------------ |
| Поразка   | 1.   | 2 лютого 2003     | Tipton, Great Britain  | Тверде (i) | Matea Mezak                   | 6–4, 4–6, 4–6      |
| Перемога  | 1.   | 6 липня 2003      | Мон-де-Марсан, Франція | Ґрунт      | Олександра Кравець            | 6–4, 6–2           |
| Поразка   | 2.   | 12 жовтня 2003    | Латина (місто), Італія | Ґрунт      | Роберта Вінчі                 | 3–6, 4–6           |
| Поразка   | 3.   | 13 листопада 2005 | Піттсбург, США         | Тверде (i) | Лілія Остерло                 | 6–7(5–7), 4–6      |
| Перемога  | 2.   | 9 липня 2006      | Кунео, Італія          | Ґрунт      | Аліче Канепа                  | 6–1, 6–2           |
| Перемога  | 3.   | 16 квітня 2011    | Касабланка, Марокко    | Ґрунт      | Мервана Югич-Салкич           | 6–7(4–7), 6–2, 6–3 |
| Поразка   | 4.   | 15 травня 2016    | Ла-Марса, Туніс        | Ґрунт      | Вікторія Кан                  | 4–6, 4–6           |
| Поразка   | 5.   | 25 червня 2016    | Москва, Росія          | Ґрунт      | Комардіна Анастасія Андріївна | 6–7(3–7), 6–4, 3–6 |

### Парний розряд:20 (12-8)
| Результат | Ранг | Дата              | Турнір                              | Покриття   | Партнер                     | Опоненти                                                       | Рахунок            |
| --------- | ---- | ----------------- | ----------------------------------- | ---------- | --------------------------- | -------------------------------------------------------------- | ------------------ |
| Поразка   | 1.   | 13 серпня 2001    | Бухарест, Румунія                   | Ґрунт      | Євгенія Савранська          | Олена Антипіна Федак Юліана Леонідівна                         | 6–4, 1–6, 4–6      |
| Перемога  | 2.   | 2 вересня 2001    | Бухарест, Румунія                   | Ґрунт      | Федак Юліана Леонідівна     | Adriana Burz Sanja Todorović                                   | 6-4, 6-0           |
| Перемога  | 3.   | 15 вересня 2002   | Софія, Болгарія                     | Ґрунт      | Віра Душевіна               | Лаура Делль'Анджело Наталі В'єрін                              | 3-6, 6-4, 6-2      |
| Поразка   | 4.   | 20 жовтня 2002    | Ель-Мансура, Єгипет                 | Ґрунт      | Гульнара Фаттахетдінова     | Олена Антипіна Гана Шромова                                    | 2–6, 2–6           |
| Перемога  | 5.   | 21 січня 2003     | Кінгстон-апон-Галл, Велика Британія | Тверде (i) | Irina Bulykina              | Елке Клейстерс Borka Majstorovic                               | 4-6, 7-6(0), 6-3   |
| Поразка   | 6.   | 2 березня 2003    | Острава, Чехія                      | Тверде (i) | Magdalena Zděnovcová        | Роберта Вінчі Драгана Зарич                                    | 2–6, 4–6           |
| Перемога  | 7.   | 2003              | Кань-сюр-Мер, Франція               | Ґрунт      | Віра Душевіна               | Бейгельзимер Юлія Емануїлівна Запорожанова Ганна Олександрівна | 6-3, 6-4           |
| Поразка   | 8.   | 14 вересня 2003   | Тбілісі, Грузія                     | Ґрунт      | Надія Островська            | Кустова Дар\'я Андріївна Олена Татаркова                       | 6–2, 2–6, 6–7(5–7) |
| Перемога  | 9.   | 6 квітня 2004     | Дінан (Кот-д'Армор), Франція        | Ґрунт (i)  | Дарія Юрак                  | Гульнара Фаттахетдінова Родіонова Анастасія Іванівна           | 6–3, 6–2           |
| Поразка   | 10.  | 18 жовтня 2004    | Сен-Рафаель (Вар), Франція          | Тверде (i) | Барбора Стрицова            | Стефані Коен-Алоро Селіма Сфар                                 | 6-7(3–7), 6-2, 4-6 |
| Перемога  | 11.  | 19 квітня 2005    | Дотан (Алабама), United Staes       | Ґрунт      | Карлі Галліксон             | Джулія Дітті Владіміра Угліржова                               | 4–6, 6–1, 6–2      |
| Перемога  | 12.  | 10 липня 2005     | Кунео, Італія                       | Ґрунт      | Марія Коритцева             | Сара Еррані Джулія Габба                                       | 6-3, 7-5           |
| Перемога  | 13.  | 16 жовтня 2006    | Сен-Рафаель (Вар), Франція          | Килим      | Марія Коритцева             | Алізе Корне Юлія Федосова                                      | 6-2, 6-4           |
| Поразка   | 14.  | 12 листопада 2006 | Піттсбург, США                      | Тверде (i) | Ешлі Гарклроуд              | Стефані Дюбуа Клейбанова Аліса Михайлівна                      | 4-6, 7-5, 1-6      |
| Перемога  | 15.  | 8 вересня 2008    | Афіни, Греція                       | Ґрунт      | Сорана Кирстя               | Крістіна Барруа Юлія Шруфф                                     | 6–2, 6–4           |
| Поразка   | 16.  | 19 жовтня 2008    | Ортізеї, Італія                     | Килим (i)  | Марет Ані                   | Марія Коритцева Ярослава Шведова                               | 2-6, 1-6           |
| Поразка   | 17.  | 31 жовтня 2009    | Ортізеї, Італія                     | Килим (i)  | Барбора Стрицова            | Тімеа Бачинскі Татьяна Гарбін                                  | 2-6, 2-6           |
| Перемога  | 18.  | 29 липня 2011     | Astana, Казахстан                   | Тверде     | Дяченко Віталія Анатоліївна | Акгуль Аманмурадова Олександра Панова                          | 6–3, 6–4           |
| Перемога  | 19.  | 14 травня 2016    | Ла-Марса, Туніс                     | Ґрунт      | Дяченко Віталія Анатоліївна | Вікторія Кан Сабіна Шаріпова                                   | 6–3, 1–6, [12–10]  |
| Перемога  | 20.  | 26 листопада 2016 | Валенсія, Іспанія                   | Ґрунт      | Ліна Гьорчеська             | Alicia Herrero Liñana Ksenija Sharifova                        | 6–0, 6–0           |

## Досягнення в одиночних змаганнях
| Турніри Великого Шлему           |     |     |     |     |     |     |     |     |     |     |     |     |     |     |     |     |       |
| Австраліяn Open                  | A   | A   | A   | Q3  | 2р  | 1р  | A   | 3р  | 1р  | A   | 3р  | 1р  | 2р  | A   | A   | 1р  | 6–8   |
| French Open                      | A   | A   | A   | Q3  | 1р  | Q2  | 2р  | 2р  | Q1  | A   | 1р  | 2р  | A   | A   | 1р  |     | 3–6   |
| Вімблдонський турнір             | A   | A   | A   | Q1  | Q3  | Q1  | 1р  | 1р  | A   | Q3  | 2р  | 1р  | A   | A   | A   |     | 1–4   |
| Відкритий чемпіонат США з тенісу | A   | A   | Q2  | Q2  | 1р  | A   | 1р  | 1р  | A   | 1р  | 2р  | 2р  | A   | A   | A   |     | 2–6   |
| Перемоги-Поразки                 | 0–0 | 0–0 | 0–0 | 0–1 | 1–3 | 0–1 | 1–3 | 3–4 | 0–1 | 0–1 | 4–4 | 2–4 | 1–1 | 0–0 | 0–1 | 0–1 | 12–24 |

## Парний розряд performance timeline
| Турніри Великого Шлему           |     |     |     |     |     |     |     |     |     |     |     |     |     |     |       |
| Австраліяn Open                  |     | 1р  | 1р  | ЧФ  | 3р  | 3р  | 2р  |     | 2р  | 2р  | 2р  | A   | A   | 2р  | 12–10 |
| French Open                      |     | 2р  | 1р  | 1р  | ЧФ  | 1р  | 1р  | 2р  | 2р  | ЧФ  | A   | A   | 2р  |     | 10–10 |
| Вімблдонський турнір             |     | 1р  | 2р  | 1р  | 1р  | 2р  |     | 2р  | 3р  | 2р  | A   | A   | A   |     | 6–8   |
| Відкритий чемпіонат США з тенісу | 2р  | 1р  | 3р  | 2р  | 2р  | 1р  |     | 3р  | 2р  | 3р  | A   | A   | A   |     | 10–9  |
| Перемоги-Поразки                 | 1–1 | 1–4 | 3–4 | 4–4 | 6–4 | 4–3 | 1–2 | 3–4 | 5–4 | 7–4 | 1–1 | 0–0 | 1–1 | 1–1 | 38–37 |

### Результати особистих зустрічей
- Серена Вільямс 0–2
- Вінус Вільямс 0–1
- Ліндсі Девенпорт 0–1
- Марія Шарапова 1–1
- Вікторія Азаренко 1–2
- Каролін Возняцкі 0–1